# Conference League 1988-1989
La Conference League 1988-1989, conosciuta anche con il nome di GM Vauxhall Conference per motivi di sponsorizzazione, è stata la 10ª edizione del campionato inglese di calcio di quinta divisione.

## Squadre partecipanti
| Squadra                | Città                | Stagione precedente                                             |
| ---------------------- | -------------------- | --------------------------------------------------------------- |
| Altrincham             | Altrincham           | 14º posto in Conference League                                  |
| Aylesbury United       | Chesham              | 1º posto in Southern League Premier Division (promosso)         |
| Barnet                 | Londra (High Barnet) | 2º posto in Conference League                                   |
| Boston United          | Boston               | 16º posto in Conference League                                  |
| Cheltenham Town        | Cheltenham           | 13º posto in Conference League                                  |
| Chorley                | Chorley              | 1º posto in Northern Premier League Premier Division (promosso) |
| Enfield                | Londra (Enfield)     | 12º posto in Conference League                                  |
| Fisher Athletic        | Londra               | 15º posto in Conference League                                  |
| Kettering Town         | Kettering            | 3º posto in Conference League                                   |
| Kidderminster Harriers | Kidderminster        | 7º posto in Conference League                                   |
| Macclesfield Town      | Macclesfield         | 11º posto in Conference League                                  |
| Maidstone United       | Maidstone            | 9º posto in Conference League                                   |
| Newport County         | Newport              | 24º posto in Fourth Division (retrocesso)                       |
| Northwich Victoria     | Northwich            | 17º posto in Conference League                                  |
| Runcorn                | Runcorn              | 4º posto in Conference League                                   |
| Stafford Rangers       | Stafford             | 6º posto in Conference League                                   |
| Sutton United          | Londra (Sutton)      | 8º posto in Conference League                                   |
| Telford United         | Telford              | 5º posto in Conference League                                   |
| Welling United         | Londra (Bexley)      | 19º posto in Conference League                                  |
| Weymouth               | Weymouth             | 10º posto in Conference League                                  |
| Wycombe Wanderers      | High Wycombe         | 18º posto in Conference League                                  |
| Yeovil Town            | Yeovil               | 1º posto in Isthmian League Premier Division (promosso)         |

## Classifica finale
|  | Pos. | Squadra            | Pt | G  | V  | N  | P  | GF | GS | DR  |
|  | ---- | ------------------ | -- | -- | -- | -- | -- | -- | -- | --- |
|  | 1    | Maidstone Utd      | 84 | 40 | 25 | 9  | 6  | 92 | 46 | +46 |
|  | 2    | Kettering Town     | 76 | 40 | 23 | 7  | 10 | 56 | 39 | +17 |
|  | 3    | Boston Utd         | 74 | 40 | 22 | 8  | 10 | 61 | 51 | +10 |
|  | 4    | Wycombe            | 71 | 40 | 20 | 11 | 9  | 68 | 52 | +16 |
|  | 5    | Kidderminster      | 69 | 40 | 21 | 6  | 13 | 68 | 57 | +11 |
|  | 6    | Runcorn            | 65 | 40 | 19 | 8  | 13 | 77 | 53 | +24 |
|  | 7    | Macclesfield Town  | 61 | 40 | 17 | 10 | 13 | 63 | 57 | +6  |
|  | 8    | Barnet             | 61 | 40 | 18 | 7  | 15 | 64 | 69 | -5  |
|  | 9    | Yeovil Town        | 56 | 40 | 15 | 11 | 14 | 68 | 67 | +1  |
|  | 10   | Northwich Victoria | 53 | 40 | 14 | 11 | 15 | 64 | 65 | -1  |
|  | 11   | Welling Utd        | 53 | 40 | 14 | 11 | 15 | 45 | 46 | -1  |
|  | 12   | Sutton Utd         | 51 | 40 | 12 | 15 | 13 | 64 | 54 | +10 |
|  | 13   | Enfield            | 50 | 40 | 14 | 8  | 18 | 62 | 67 | -5  |
|  | 14   | Altrincham         | 49 | 40 | 13 | 10 | 17 | 51 | 61 | -10 |
|  | 15   | Cheltenham Town    | 48 | 40 | 12 | 12 | 16 | 55 | 58 | -3  |
|  | 16   | Telford Utd        | 48 | 40 | 13 | 9  | 18 | 37 | 43 | -6  |
|  | 17   | Chorley            | 45 | 40 | 13 | 6  | 21 | 57 | 71 | -20 |
|  | 18   | Fisher Athletic    | 41 | 40 | 10 | 11 | 19 | 55 | 65 | -10 |
|  | 19   | Stafford Rangers   | 40 | 40 | 11 | 7  | 22 | 49 | 74 | -25 |
|  | 20   | Aylesbury Utd      | 36 | 40 | 9  | 9  | 22 | 43 | 71 | -28 |
|  | 21   | Weymouth           | 31 | 40 | 7  | 10 | 23 | 37 | 70 | -33 |
|  | −    | Newport County     | −  | −  | −  | −  | −  | −  | −  | −   |

Legenda:
      Promosso in Fourth Division 1989-1990.
      Retrocesso in Isthmian League 1989-1990.
      Retrocesso in Southern League 1989-1990.
      Escluso a campionato in corso.
Regolamento:
Tre punti a vittoria, uno a pareggio, zero a sconfitta.
In caso di arrivo di due o più squadre a pari punti, la graduatoria viene stilata secondo i seguenti criteri:
- differenza reti
- maggior numero di gol segnati

Note:

Il Newport County è stato sciolto per fallimento ed escluso dal campionato il 27 febbraio 1989.